# (33042) 1997 TU18
1997 TU18 (asteroide 33042) é um asteroide da cintura principal. Possui uma excentricidade de 0.19363830 e uma inclinação de 5.68955º.
Este asteroide foi descoberto no dia 6 de outubro de 1997 por Beijing Schmidt CCD Asteroid Program em Xinglong.